# Flaga Kalisza
Flaga Kalisza – jeden z symboli miejskich Kalisza w postaci flagi ustanowiony przez radę miejską 25 stycznia 2018.

## Wygląd i symbolika
Płat materiału podzielony na dwie pionowe strefy, błękitna umieszczona od drzewca zawiera herb Miasta, w części swobodnej szachowana.

## Historia
Flagą Kalisza w latach 2004-2018 była biało-czerwona szachownica. Układ kwadratów 6x7 na przemian białych i czerwonych, począwszy od białego. Chorągiew zakończona była dwoma równymi trójkątami, nie dłuższymi od długości dwóch kwadratów. Na szachownicowym podkładzie chorągwi usytuowany był przy drzewcu w górnej części herb miasta zajmujący ¼ powierzchni flagi.